# جينا ترابياني
جينا ترابياني (ولدت عام 1967) هي «دريا دي ماتيو» قامت بدور اخت جوي تربياني في مسلسل جوي 2004 - 2006 الذي بدأ بعد انتهاء مسلسل فريندز واستمر لمدة موسمين، كانت تسكن في لوس انجليس وعاشت مع جوي بعد ما انتقل جوي من نيويورك إلى لوس انجليس لاجل التمثيل في هوليوود، تعمل في صالون حلاقة كمصصفة شعر، لدى جينا أخ واحد «جوي» و 6 اخوات «تينا، دينا، ماري انجيلا، ماري ثريس، فيرونيكا وكوكي» ولديها ابن «مايكل».